# Gare de Pesterzsébet
La gare de Pesterzsébet (en hongrois : Pesterzsébet vasútállomás) est une gare ferroviaire secondaire de Budapest. 